# Cabo Howe
El cabo Howe es una punta de tierra situado en la costa este de Australia, en la frontera entre Nueva Gales del Sur y Victoria, siendo uno de los extremos de la línea Negro-Allan. El cabo se encuentra entre la Reserva Natural Nadgeedel estado de Nueva Gales del Sur y el Parque Nacional Croajingolong perteneciente a Victoria, y sus aguas forma parte del Parque Nacional Marino del Cabo Howe.
El lugar fue bautizado así por el capitán británico James Cook en honor a Richard Howe, tesorero de la Marina Real británica por aquel momento, cuando pasó por él el 20 de abril de 1770.
- Datos: Q2740792
- Multimedia: Cape Howe / Q2740792